# Erik Dekker
Erik Dekker (født 21. august 1970 i Hoogeveen, Holland) er hollandsk tidligere professionel cykelrytter. Han har været knyttet til Rabobank fra 1996 til 2015.
Han blev nummer to ved junior-VM i Bergamo i 1987. 
Ved OL 1992 i Barcelona vandt han sølv i linjeløbet i landevejscykling. På sidste omgang brød Dekker sammen med italieneren Fabio Casartelli og letten Dainis Ozols ud fra feltet, og de holdt sammen til mål, hvor Casartelli holdt Dekker bag sig og vandt guld, mens Ozols vandt bronze.
Efter OL blev Dekker professionel, og han deltog i Tour de France første gang i 1994. I dette løb formåede han i 2000 at vinde tre etaper og i 2001 én etape, selvom han hverken kan kaldes en spurtspecialist eller tilhører de bedste ryttere overordnet set. Han vandt Holland Rundt i 1997.
Han deltog i yderligere tre olympiske lege. Ved OL 1996 i Atlanta blev han nummer 11 i enkeltstart, 3.03 minutter efter guldvinderen Miguel Induráin, og i linjeløbet kom han i mål 2.49 minutter efter vinderen Pascal Richard på en 38. plads.
Ved OL 2000 i Sydney blev Dekker nummer 29 i enkeltstarten, næsten fire minutter efter den russiske vinder Vjatjeslav Jekimov, mens han udgik i linjeløbet.
I 2001 vandt han den samlede UCI World Cup efter blandt andet sejr i Amstel Gold Race, en andenplads i Flandern Rundt og en tredjeplads i HEW Cyclassics.
Dekkers sidste OL var i 2004 i Athen, hvor han kun stillede op i linjeløbet. Her blev han nummer 38, 45 sekunder efter vinderen Paolo Bettini.
Han blev kåret til årets idrætsudøver i Holland i 2001.